# ポルトガル語版ウィキペディア
ポルトガル語版ウィキペディア（ポルトガルごばんウィキペディア、Wikipédia Lusófona）は、ポルトガル語で項目が作られているウィキペディアである。
ウィキペディアの5番目の版として2001年6月に新設され、2006年1月26日に10万項目を達成した。2018年7月に100万項目を達成した。2018年8月現在、記事数では15番目に大きいウィキペディアである。
ポルトガル語版ウィキペディアは2004年後半から記事数が増えていき、2005年5月にスペイン語版とイタリア語版に追いついた。
ポルトガル語版の記事では、ヨーロッパのポルトガル語とブラジルポルトガル語に語彙・文法に若干の違いが存在するため、文章にもその違いが現れることがある。同じ記事内でも、各執筆者の使う方言の違いによって文章ごとに方言が異なる場合がある。このため2005年に、ポルトガル語版ウィキペディアを分割して「ブラジルポルトガル語版ウィキペディア」（pt-br）を作ろうという提案があったものの、投票により却下された。 
2020年10月から、ポルトガル語版ウィキペディアの記事（標準記事空間）を編集するには登録が必要になるルールが投票により可決され（ポルトガル版の投票結果）、ログインしていないIP利用者は全ての記事を編集できなくなった。